# Hopp, Juliska
A Hopp, Juliska kezdetű magyar népdal második és harmadik versszakát Bartók Béla gyűjtötte a Kolozs vármegyei Körösfőn 1908-ban.
Feldolgozások:
| Szerző          | Mire              | Mű                                                                                | Előadás |
| --------------- | ----------------- | --------------------------------------------------------------------------------- | ------- |
| Bartók Béla     | zongora           | Gyermekeknek, 23. darab (2. füzet 2.) Allegro grazioso (Táncdal - Így kell járni) | [ 1 ]   |
| Bárdos Lajos    | ének, zongora     | Pianoforte II. 19. dal                                                            |         |
| Gárdonyi Zoltán | négykezes zongora | Bújj, bújj, zöld ág, 3. darab                                                     |         |

## Zenei jellemzői
A dal hangneme C-dúr, hangkészlete dó-hexachord, hangzási kerete az oktáv. A vidám hangvételű, játékos szövegű dal ritmusa kötött (tempo giusto). Funkciója szerint gyermekjátékhoz kapcsolódó párosító, vagy lakodalmi dal lehet.

## Kotta és dallam
| Hopp, Juliska, hopp, Mariska, hej, gyere vélem egy pár táncra. | Fogd a kontyot, hogy ne lógjon, ihaj a farod, hogy ne mozogjon.    | |
| Fordulj, bolha csosszantóra, Járd meg a táncot régi módra.     | Így kell járni, úgy kell járni, Sári, Kati tudja, hogy kell járni. | { << \relative c' { \key c \major \set Staff.midiInstrument = "electric bass (pick)" \transposition c' % Sári, Kati tudja f8 e f g a4 g } \addlyrics { Sá -- ri, Ka -- ti tud -- ja, } >> } |

## Felvételek
- Népdal: Hopp, Juliska. Budapesti Szamuely Tibor Ének-Zenei Általános Iskola Énekkara · Fazekas Pálné  YouTube (2016. február 22.)  (Hozzáférés: 2016. március 27.) (audió)
- Táncdallamok - Hopp, Juliska. Ének: Szvorák Katalin  YouTube (2002. november 12.)  (Hozzáférés: 2016. március 27.) (audió)
- Hopp Juliska. A Kolozsvári Református Kollégium kórusa, vezényel dr. Székely Árpád  YouTube (2009. október 31.)  (Hozzáférés: 2016. március 27.) (audió)
- Hopp, Juliska. Ovitévé  YouTube (2012. szeptember 24.)  (Hozzáférés: 2016. március 27.) (videó)
- Népdalok. Cimbalom.nl (Hozzáférés: 2016. március 27.) (audió) arch
- Hopp Juliska, Lánc,lánc, eszterlánc. ; Szelényi: Tik-tak. Tran Tina és Sefton Theodora (négykezes zongora)  YouTube (2014. április 7.)  (Hozzáférés: 2016. március 27.) (videó)